# Regina (canción)
«Regina» es el primer sencillo de un total de 6 correspondiente al álbum Here Today, Tomorrow, Next Week! de la banda islandesa The Sugarcubes en la que se encontraba la cantante y compositora Björk. El mismo fue lanzado en julio de 1989 a través de One Little Indian.

## Lista de canciones
1. «Regina» (4:32)
2. «Hot meat» (3:15)
3. «Hey» (4:27)
4. «Regina» (4:32) - (en islandés)